# Renhe (köpinghuvudort i Kina, Shandong Sheng, lat 36,89, long 122,30)
Renhe (kinesiska: 人和) är en köpinghuvudort i Kina. Den ligger i provinsen Shandong, i den östra delen av landet, omkring 470 kilometer öster om provinshuvudstaden Jinan. Antalet invånare är 67 868. Befolkningen består av 33 813 kvinnor och 34 055 män. Barn under 15 år utgör 10,0 %, vuxna 15-64 år 74 %, och äldre över 65 år 15,0 %.
Renhe är det största samhället i trakten. Trakten runt Renhe består till största delen av jordbruksmark.
Genomsnittlig årsnederbörd är 718 millimeter. Den regnigaste månaden är augusti, med i genomsnitt 164 mm nederbörd, och den torraste är februari, med 16 mm nederbörd.